# بنیامین زادلر
بنیامین زادلر (انگلیسی: Benjamin Sadler؛ زادهٔ ۱۲ فوریهٔ ۱۹۷۱) بازیگر اهل آلمان است.
از فیلم‌ها یا برنامه‌های تلویزیونی که وی در آن نقش داشته است، می‌توان به جنگ و صلح، لوتر، اشتیاق و کاراواجو اشاره کرد.